# Список медалістів Олімпійських ігор з лижних перегонів
Лижні перегони - вид спорту, змагання з якого проводять на зимових Олімпійських іграх починаючи з перших Ігор 1924 року.
| Таблиця змісту                | Таблиця змісту                                                                 |
| ----------------------------- | ------------------------------------------------------------------------------ |
| Чоловіки                      | 15 км • 50 км • Естафета • Скіатлон • Спринт • Командний спринт                |
| Жінки                         | 10 км • 30 км • Естафета • Скіатлон • Спринт • Командний спринт                |
| Більше не проводять           | 10 км (чоловіки) • 30 км (чоловіки) • 5 км (жінки) • 15 км (жінки)             |
| Статистика                    | Спортсмени з найбільшою кількістю нагород • Нагород за один рік • Увесь подіум |
| Див. також Примітки Посилання |                                                                                |

## Чоловіки
Цифрами в дужках позначено лижників, що здобули золоту медаль в одній і тій самій дисципліні більш як один раз. Жирними цифрами позначено рекордну кількість перемог у певних дисциплінах.

### 18 і 15 км
| Ігри                     | Золото                            | Срібло                                           | Бронза                                      |
| ------------------------ | --------------------------------- | ------------------------------------------------ | ------------------------------------------- |
| 18 кілометрів            |                                   |                                                  |                                             |
| Шамоні 1924              | Торлейф Геуг · Норвегія           | Йоган Греттумсбротен · Норвегія                  | Тапані Ніку · Фінляндія                     |
| Санкт-Моріц 1928         | Йоган Греттумсбротен · Норвегія   | Оле Геґґе · Норвегія                             | Рейдар Едеґор · Норвегія                    |
| Лейк-Плесід 1932         | Свен Уттерстрем · Швеція          | Аксель Вікстрем · Швеція                         | Велі Саарінен · Фінляндія                   |
| Гарміш-Партенкірхен 1936 | Ерік Ларссон · Швеція             | Оддб'єрн Гаґен · Норвегія                        | Пекка Ніємі · Фінляндія                     |
| Санкт-Моріц 1948         | Мартін Лундстрем · Швеція         | Нільс Естенссон · Швеція                         | Ґуннар Ерікссон · Швеція                    |
| Осло 1952                | Гальґейр Бренден · Норвегія       | Тапіо Мякеля · Фінляндія                         | Пааво Лонкіла · Фінляндія                   |
| 15 кілометрів            |                                   |                                                  |                                             |
| Кортіна-д'Ампеццо 1956   | Гальґейр Бренден (2) · Норвегія   | Сікстен Єрнберг · Швеція                         | Павло Колчин · СРСР                         |
| Скво-Веллі 1960          | Гокон Брунсвен · Норвегія         | Сікстен Єрнберг · Швеція                         | Вейкко Хакулінен · Фінляндія                |
| Інсбрук 1964             | Ееро Мянтюранта · Фінляндія       | Гаральд Ґреннінген · Норвегія                    | Сікстен Єрнберг · Швеція                    |
| Гренобль 1968            | Гаральд Ґреннінген · Норвегія     | Ееро Мянтюранта · Фінляндія                      | Гуннар Ларссон · Швеція                     |
| Саппоро 1972             | Свен-Оке Лундбек · Швеція         | Федір Сімашев · СРСР                             | Івар Формо · Норвегія                       |
| Інсбрук 1976             | Микола Бажуков · СРСР             | Євген Бєляєв · СРСР                              | Арто Койвісто · Фінляндія                   |
| Лейк-Плесід 1980         | Томас Вассберг · Швеція           | Юха Міето · Фінляндія                            | Уве Еунлі · Норвегія                        |
| Сараєво 1984             | Гунде Сван · Швеція               | Акі Карвонен · Фінляндія                         | Харрі Кірвесньємі · Фінляндія               |
| Калгарі 1988             | Михайло Девятьяров · СРСР         | Пол Ґуннар Міккельспласс · Норвегія              | Володимир Смирнов · СРСР                    |
| 1992–1998                | Не внесено в олімпійську програму | Не внесено в олімпійську програму                | Не внесено в олімпійську програму           |
| Солт-Лейк-Сіті 2002      | Андрус Веерпалу · Естонія         | Фруде Естіль · Норвегія                          | Яак Мае · Естонія                           |
| Турин 2006               | Андрус Веерпалу (2) · Естонія     | Лукаш Бауер · Чехія                              | Тобіас Ангерер · Німеччина                  |
| Ванкувер 2010            | Даріо Колонья · Швейцарія         | П'єтро Піллер Коттрер · Італія                   | Лукаш Бауер · Чехія                         |
| Сочі 2014                | Даріо Колонья (2) · Швейцарія     | Юган Ульссон · Швеція                            | Данієль Рікардссон · Швеція                 |
| Пхьончхан 2018           | Даріо Колонья (3) · Швейцарія     | Сімен Геґстад Крюґер · Норвегія                  | Денис Спіцов · Спортсмени-олімпійці з Росії |
| Пекін 2022               | Ійво Нісканен · Фінляндія         | Олександр Большунов · Олімпійський комітет Росії | Йоганнес Гесфлот Клебо · Норвегія           |

Класичний стиль: 1924-1936, 1948-1988, 2002-2006, 2014. Вільний стиль: 2010, 2018.
- Медалі:

| Місце   | Країна                             | Золото | Срібло | Бронза | Загалом |
| ------- | ---------------------------------- | ------ | ------ | ------ | ------- |
| 1       | Норвегія (NOR)                     | 6      | 7      | 4      | 17      |
| 2       | Швеція (SWE)                       | 6      | 5      | 4      | 15      |
| 3       | Швейцарія (SUI)                    | 3      | 0      | 0      | 3       |
| 4       | Фінляндія (FIN)                    | 2      | 4      | 7      | 13      |
| 5       | СРСР (URS)                         | 2      | 2      | 2      | 6       |
| 6       | Естонія (EST)                      | 2      | 0      | 1      | 3       |
| 7       | Чехія (CZE)                        | 0      | 1      | 1      | 2       |
| 8       | Італія (ITA)                       | 0      | 1      | 0      | 1       |
| 8       | Олімпійський комітет Росії (ROC)   | 0      | 1      | 0      | 1       |
| 10      | Німеччина (GER)                    | 0      | 0      | 1      | 1       |
| 10      | Спортсмени-олімпійці з Росії (OAR) | 0      | 0      | 1      | 1       |
| Загалом | 11 країн                           | 21     | 21     | 21     | 63      |

### 50 км
| Ігри                     | Золото                                           | Срібло                                             | Бронза                                                   |
| ------------------------ | ------------------------------------------------ | -------------------------------------------------- | -------------------------------------------------------- |
| Шамоні 1924              | Торлейф Геуг · Норвегія                          | Торальф Стремстад · Норвегія                       | Йоган Греттумсбротен · Норвегія                          |
| Санкт-Моріц 1928         | Пер-Ерік Гедлунд · Швеція                        | Ґустаф Юнссон · Швеція                             | Вольґер Андерссон · Швеція                               |
| Лейк-Плесід 1932         | Велі Саарінен · Фінляндія                        | Вяйне Лійкканен · Фінляндія                        | Арне Рустадстуен · Норвегія                              |
| Гарміш-Партенкірхен 1936 | Еліс Віклунд · Швеція                            | Аксель Вікстрем · Швеція                           | Нільс-Юель Енґлунд · Швеція                              |
| Санкт-Моріц 1948         | Нільс Карлссон · Швеція                          | Гаральд Ерікссон · Швеція                          | Беньямін Ваннінен · Фінляндія                            |
| Осло 1952                | Вейкко Хакулінен · Фінляндія                     | Ееро Колехмайнен · Фінляндія                       | Маґнар Естенстад · Норвегія                              |
| Кортіна-д'Ампеццо 1956   | Сікстен Єрнберг · Швеція                         | Вейкко Хакулінен · Фінляндія                       | Федір Терентьєв · СРСР                                   |
| Скво-Веллі 1960          | Калеві Хямяляйнен · Фінляндія                    | Вейкко Хакулінен · Фінляндія                       | Рольф Ремсґорд · Швеція                                  |
| Інсбрук 1964             | Сікстен Єрнберг (2) · Швеція                     | Ассар Реннлунд · Швеція                            | Арто Тіайнен · Фінляндія                                 |
| Гренобль 1968            | Уле Еллефсетер · Норвегія                        | В'ячеслав Веденін · СРСР                           | Йозеф Гаас · Швейцарія                                   |
| Саппоро 1972             | Пол Тюлдум · Норвегія                            | Маґне Мюрмо · Норвегія                             | В'ячеслав Веденін · СРСР                                 |
| Інсбрук 1976             | Івар Формо · Норвегія                            | Ґерт-Дітмар Клаузе · НДР                           | Бенні Седергрен · Швеція                                 |
| Лейк-Плесід 1980         | Микола Зімятов · СРСР                            | Юха Міето · Фінляндія                              | Олександр Зав'ялов · СРСР                                |
| Сараєво 1984             | Томас Вассберг · Швеція                          | Гунде Сван · Швеція                                | Акі Карвонен · Фінляндія                                 |
| Калгарі 1988             | Гунде Сван · Швеція                              | Мауріліо де Цольт · Італія                         | Анді Ґрюненфельдер · Швейцарія                           |
| Альбервіль 1992          | Б'єрн Делі · Норвегія                            | Мауріліо де Цольт · Італія                         | Джорджо Ванцетта · Італія                                |
| Ліллегаммер 1994         | Володимир Смирнов · Казахстан                    | Міка Мюллюля · Фінляндія                           | Стуре Сівертсен · Норвегія                               |
| Наґано 1998              | Б'єрн Делі (2) · Норвегія                        | Ніклас Юнссон · Швеція                             | Крістіан Гоффманн · Австрія                              |
| Солт-Лейк-Сіті 2002      | Михайло Іванов · Росія                           | Андрус Веерпалу · Естонія                          | Одд-Б'єрн Єльмесет · Норвегія                            |
| Турин 2006               | Джорджо Ді Чента · Італія                        | Євген Дементьєв · Росія                            | Михайло Ботвинов · Австрія                               |
| Ванкувер 2010            | Петтер Нуртуг · Норвегія                         | Аксель Тайхманн · Німеччина                        | Юган Ульссон · Швеція                                    |
| Сочі 2014                | Олександр Легков · Росія                         | Максим Вилегжанін · Росія                          | Черноусов Ілля Григорович · Росія                        |
| Пхьончхан 2018           | Ійво Нісканен · Фінляндія                        | Олександр Большунов · Спортсмени-олімпійці з Росії | Ларков Андрій Віталійович · Спортсмени-олімпійці з Росії |
| Пекін 2022               | Олександр Большунов · Олімпійський комітет Росії | Іван Якимушкін · Олімпійський комітет Росії        | Сімен Геґстад Крюґер · Норвегія                          |

Класичним стилем: 1924-1936, 1948-1984, 1994, 2002, 2010, 2018. Вільним стилем: 1988-1992, 1998, 2006, 2014. Mass start: 2006-2018.
- Медалі:

| Місце   | Країна                       | Золото | Срібло | Бронза | Загалом |
| ------- | ---------------------------- | ------ | ------ | ------ | ------- |
| 1       | Швеція                       | 7      | 6      | 5      | 18      |
| 2       | Норвегія                     | 7      | 2      | 6      | 15      |
| 3       | Фінляндія                    | 4      | 6      | 3      | 13      |
| 4       | Росія                        | 2      | 2      | 1      | 5       |
| 5       | Італія                       | 1      | 2      | 1      | 4       |
| 6       | СРСР                         | 1      | 1      | 3      | 5       |
| 7       | Казахстан                    | 1      | 0      | 0      | 1       |
| 8       | Олімпійський комітет Росії   | 1      | 1      | 0      | 2       |
| 9       | Спортсмени-олімпійці з Росії | 0      | 1      | 1      | 2       |
| 10      | НДР                          | 0      | 1      | 0      | 1       |
| 10      | Естонія                      | 0      | 1      | 0      | 1       |
| 10      | Німеччина                    | 0      | 1      | 0      | 1       |
| 13      | Австрія                      | 0      | 0      | 2      | 2       |
| 13      | Швейцарія                    | 0      | 0      | 2      | 2       |
| Загалом | Загалом                      | 24     | 24     | 24     | 72      |

### Естафета 4×10 км
| Ігри                     | Золото                                                                                        | Срібло                                                                                              | Бронза                                                                           |
| ------------------------ | --------------------------------------------------------------------------------------------- | --------------------------------------------------------------------------------------------------- | -------------------------------------------------------------------------------- |
| Гарміш-Партенкірхен 1936 | Фінляндія (FIN) Суло Нурмела Клаес Карппінен Матті Ляхде Калле Ялканен                        | Норвегія (NOR) Оддб'єрн Гаґен Олаф Гоффсбаккен Сверре Бродаль Б'ярне Іверсен                        | Швеція (SWE) Юн Берґер Ерік Ларссон Артур Геґґблад Мартін Матсбу                 |
| Санкт-Моріц 1948         | Швеція (SWE) Нільс Естенссон Нільс Тепп Ґуннар Ерікссон Мартін Лундстрем                      | Фінляндія (FIN) Лаурі Сільвеннойнен Теуво Лаукканен Саулі Рюткю Аугуст Кіуру                        | Норвегія (NOR) Ерлінґ Евенсен Олав Екерн Рейдар Нюборґ Олав Гаґен                |
| Осло 1952                | Фінляндія (FIN) Хейккі Хасу Пааво Лонкіла Урпо Корхонен Тапіо Мякеля                          | Норвегія (NOR) Маґнар Естенстад Мікал Кіркгольт Мартін Стоккен Гальґейр Бренден                     | Швеція (SWE) Нільс Тепп Сіґурд Андерссон Енар Юсефссон Мартін Лундстрем          |
| Кортіна-д'Ампеццо 1956   | СРСР (URS) Федір Терентьєв Павло Колчин Микола Анікін Володимир Кузін                         | Фінляндія (FIN) Аугуст Кіуру Йорма Кортелайнен Арво Війтанен Вейкко Хакулінен                       | Швеція (SWE) Леннарт Ларссон Ґуннар Самуельссон Пер-Ерік Ларссон Сікстен Єрнберг |
| Скво-Веллі 1960          | Фінляндія (FIN) Тоймі Алатало Ееро Мянтюранта Вяйне Хухтала Вейкко Хакулінен                  | Норвегія (NOR) Гаральд Ґреннінген Гальґейр Бренден Ейнар Естбю Гокон Брунсвен                       | СРСР (URS) Анатолій Шелюхін Геннадій Ваганов Олексій Кузнецов Микола Анікін      |
| Інсбрук 1964             | Швеція (SWE) Карл-Оке Асп Сікстен Єрнберг Янне Стефанссон Ассар Реннлунд                      | Фінляндія (FIN) Вяйне Хухтала Арто Тіайнен Калеві Лауріла Ееро Мянтюранта                           | СРСР (URS) Іван Утробін Геннадій Ваганов Ігор Ворончихін Павло Колчин            |
| Гренобль 1968            | Норвегія (NOR) Одд Мартінсен Пол Тюлдум Гаральд Ґреннінген Уле Еллефсетер                     | Швеція (SWE) Ян Гальварссон Б'ярне Андерссон Гуннар Ларссон Ассар Реннлунд                          | Фінляндія (FIN) Калеві Ойкарайнен Ханну Тайпале Калеві Лауріла Ееро Мянтюранта   |
| Саппоро 1972             | СРСР (URS) Володимир Воронков Юрій Скобов Федір Сімашев В'ячеслав Веденін                     | Норвегія (NOR) Оддвар Бро Пол Тюлдум Івар Формо Йогс Гарвікен                                       | Швейцарія (SUI) Альфред Келін Альберт Ґігер Алоїс Келін Едуард Гаузер            |
| Інсбрук 1976             | Фінляндія (FIN) Матті Піткянен Юха Міето Пертті Теураярві Арто Койвісто                       | Норвегія (NOR) Пол Тюлдум Ейнар Саґстуен Івар Формо Одд Мартінсен                                   | СРСР (URS) Євген Бєляєв Микола Бажуков Сергій Савельєв Іван Гаранін              |
| Лейк-Плесід 1980         | СРСР (URS) Василь Рочев Микола Бажуков Євген Бєляєв Микола Зімятов                            | Норвегія (NOR) Ларс Ерік Еріксен Пер Кнут Оланн Уве Еунлі Оддвар Бро                                | Фінляндія (FIN) Харрі Кірвесньємі Пертті Теураярві Матті Піткянен Юха Міето      |
| Сараєво 1984             | Швеція (SWE) Томас Вассберг Бенні Колберг Ян Оттоссон Гунде Сван                              | СРСР (URS) Батюк Олександр Михайлович Олександр Зав'ялов Володимир Нікітін Микола Зімятов           | Фінляндія (FIN) Карі Рістанен Юха Міето Харрі Кірвесньємі Акі Карвонен           |
| Калгарі 1988             | Швеція (SWE) Ян Оттоссон (2) Томас Вассберг (2) Гунде Сван (2) Торгні Могрен                  | СРСР (URS) Володимир Смирнов Володимир Сахнов Михайло Девятьяров Олексій Прокуроров                 | Чехословаччина (TCH) Радім Нич Вацлав Корунка Павел Бенц Ладислав Шванда         |
| Альбервіль 1992          | Норвегія (NOR) Тер'є Ланґлі Веґард Ульванґ Крістен Шельдаль Б'єрн Делі                        | Італія (ITA) Джузеппе Пуліє Марко Альбарелло Джорджо Ванцетта Сільвіо Фаунер                        | Фінляндія (FIN) Міка Куусісто Харрі Кірвесньємі Ярі Рясянен Ярі Ісомется         |
| Ліллегаммер 1994         | Італія (ITA) Мауріліо де Цольт Марко Альбарелло Джорджо Ванцетта Сільвіо Фаунер               | Норвегія (NOR) Стуре Сівертсен Веґард Ульванґ Томас Альсґорд Б'єрн Делі                             | Фінляндія (FIN) Міка Мюллюля Харрі Кірвесньємі Ярі Рясянен Ярі Ісомется          |
| Наґано 1998              | Норвегія (NOR) Стуре Сівертсен Ерлінґ Євне Б'єрн Делі (2) Томас Альсґорд                      | Італія (ITA) Марко Альбарелло Фульвіо Вальбуза Фабіо Май Сільвіо Фаунер                             | Фінляндія (FIN) Харрі Кірвесньємі Міка Мюллюля Самі Репо Ярі Ісомется            |
| Солт-Лейк-Сіті 2002      | Норвегія (NOR) Андерс Еукланн Фруде Естіль Крістен Шельдаль (2) Томас Альсґорд (2)            | Італія (ITA) Фабіо Май Джорджо Ді Чента П'єтро Піллер Коттрер Крістіан Дзордзі                      | Німеччина (GER) Єнс Фільбріх Андреас Шлюттер Тобіас Ангерер Рене Зоммерфельдт    |
| Турин 2006               | Італія (ITA) Фульвіо Вальбуза Джорджо Ді Чента П'єтро Піллер Коттрер Крістіан Дзордзі         | Німеччина (GER) Андреас Шлюттер Єнс Фільбріх Рене Зоммерфельдт Тобіас Ангерер                       | Швеція (SWE) Матс Ларссон Юган Ульссон Андерс Седергрен Матіас Фредрікссон       |
| Ванкувер 2010            | Швеція (SWE) Данієль Рікардссон Юган Ульссон Андерс Седергрен Маркус Гелльнер                 | Норвегія (NOR) Мартін Йонсруд Сунбю Одд-Б'єрн Єльмесет Ларс Бергер Петтер Нуртуг                    | Чехія (CZE) Мартін Якш Лукаш Бауер Їржі Маґал Мартін Коукал                      |
| Сочі 2014                | Швеція (SWE) Ларс Нельсон Данієль Рікардссон (2) Юган Ульссон (2) Маркус Гелльнер (2)         | Росія (RUS) Дмитро Япаров Олександр Безсмертних Олександр Легков Максим Вилегжанін                  | Франція (FRA) Жан-Марк Гаяр Моріс Маніфіка Робен Дювіллар Іван Перрійя Буате     |
| Пхьончхан 2018           | Норвегія (NOR) Дідрік Тенсет Мартін Йонсруд Сунбю Сімен Геґстад Крюґер Йоганнес Гесфлот Клебо | Спортсмени-олімпійці з Росії (OAR) Андрій Ларков Олександр Большунов Олексій Червоткін Денис Спіцов | Франція (FRA) Жан-Марк Гаяр Моріс Маніфіка Клеман Парісс Адріан Бакшайдер        |
| Пекін 2022               |                                                                                               | |                                                                                  |

4x10 км класичним стилем: 1936, 1948-1984. 4x10 км вільним стилем: 1988. 2x10 км класичним стилем + 2x10 км вільним стилем: 1992-2018.
- Медалі:

| Місце   | Країна                       | Золото | Срібло | Бронза | Загалом |
| ------- | ---------------------------- | ------ | ------ | ------ | ------- |
| 1       | Швеція                       | 6      | 1      | 4      | 11      |
| 2       | Норвегія                     | 5      | 8      | 1      | 14      |
| 3       | Фінляндія                    | 4      | 3      | 6      | 13      |
| 4       | СРСР                         | 3      | 2      | 3      | 8       |
| 5       | Італія                       | 2      | 3      | 0      | 5       |
| 6       | Німеччина                    | 0      | 1      | 1      | 2       |
| 7       | Спортсмени-олімпійці з Росії | 0      | 1      | 0      | 1       |
| 7       | Росія                        | 0      | 1      | 0      | 1       |
| 9       | Франція                      | 0      | 0      | 2      | 2       |
| 10      | Чехія                        | 0      | 0      | 1      | 1       |
| 10      | Чехословаччина               | 0      | 0      | 1      | 1       |
| 10      | Швейцарія                    | 0      | 0      | 1      | 1       |
| Загалом | Загалом                      | 20     | 20     | 20     | 60      |

### Комбінація/дуатлон/скіатлон
| Ігри                                               | Золото                                                  | Срібло                                    | Бронза                          |
| -------------------------------------------------- | ------------------------------------------------------- | ----------------------------------------- | ------------------------------- |
| 10 км класичним стилем; потім 15 км вільним стилем |                                                         |                                           |                                 |
| Альбервіль 1992                                    | Б'єрн Делі · Норвегія                                   | Веґард Ульванґ · Норвегія                 | Джорджо Ванцетта · Італія       |
| Ліллегаммер 1994                                   | Б'єрн Делі (2) · Норвегія                               | Володимир Смирнов · Казахстан             | Сільвіо Фаунер · Італія         |
| Наґано 1998                                        | Томас Альсґорд · Норвегія                               | Б'єрн Делі · Норвегія                     | Володимир Смирнов · Казахстан   |
| 10 км класичним стилем; потім 10 км вільним стилем |                                                         |                                           |                                 |
| Солт-Лейк-Сіті 2002                                | Томас Альсґорд (2) · Норвегія · Фруде Естіль · Норвегія | не вручали                                | Пер Елофссон · Швеція           |
| 15 км класичним стилем; потім 15 км вільним стилем |                                                         |                                           |                                 |
| Турин 2006                                         | Євген Дементьєв · Росія                                 | Фруде Естіль · Норвегія                   | П'єтро Піллер Коттрер · Італія  |
| Ванкувер 2010                                      | Маркус Гелльнер · Швеція                                | Тобіас Ангерер · Німеччина                | Юган Ульссон · Швеція           |
| Сочі 2014                                          | Даріо Колонья · Швейцарія                               | Маркус Гелльнер · Швеція                  | Мартін Йонсруд Сунбю · Норвегія |
| Пхьончхан 2018                                     | Сімен Геґстад Крюґер · Норвегія                         | Мартін Йонсруд Сунбю · Норвегія           | Ганс Крістер Голунд · Норвегія  |
| Пекін 2022                                         | Олександр Большунов · Олімпійський комітет Росії        | Денис Спіцов · Олімпійський комітет Росії | Ійво Нісканен · Фінляндія       |

- Медалі:

| Місце   | Країна                     | Золото | Срібло | Бронза | Загалом |
| ------- | -------------------------- | ------ | ------ | ------ | ------- |
| 1       | Норвегія                   | 6      | 4      | 2      | 12      |
| 2       | Швеція                     | 1      | 1      | 2      | 4       |
| 3       | Олімпійський комітет Росії | 1      | 1      | 0      | 2       |
| 4       | Росія                      | 1      | 0      | 0      | 1       |
| 4       | Швейцарія                  | 1      | 0      | 0      | 1       |
| 5       | Казахстан                  | 0      | 1      | 1      | 2       |
| 6       | Німеччина                  | 0      | 1      | 0      | 1       |
| 7       | Італія                     | 0      | 0      | 3      | 3       |
| 8       | Фінляндія                  | 0      | 0      | 1      | 1       |
| Загалом | Загалом                    | 10     | 8      | 9      | 27      |

### Індивідуальний спринт
| Ігри                | Золото                            | Срібло                                   | Бронза                                             |
| ------------------- | --------------------------------- | ---------------------------------------- | -------------------------------------------------- |
| Солт-Лейк-Сіті 2002 | Тур Арне Гетланн · Норвегія       | Петер Шлікенрідер · Німеччина            | Крістіан Дзордзі · Італія                          |
| Турин 2006          | Б'єрн Лінд · Швеція               | Roddy Darragon · Франція                 | Тобіас Фредрікссон · Швеція                        |
| Ванкувер 2010       | Микита Крюков · Росія             | Панжинський Олександр Едуардович · Росія | Петтер Нуртуг · Норвегія                           |
| Сочі 2014           | Ула Віген Гаттестад · Норвегія    | Теодор Петерсон · Швеція                 | Еміль Єнссон · Швеція                              |
| Пхьончхан 2018      | Йоганнес Гесфлот Клебо · Норвегія | Федеріко Пеллегріно · Італія             | Олександр Большунов · Спортсмени-олімпійці з Росії |
| Пекін 2022          | Йоганнес Гесфлот Клебо · Норвегія | Федеріко Пеллегріно · Італія             | Олександр Терентьєв · Олімпійський комітет Росії   |

Класичним стилем: 2010, 2018. Вільним стилем: 2002-2006, 2014.
- Медалі:

| Місце   | Країна                           | Золото | Срібло | Бронза | Загалом |
| ------- | -------------------------------- | ------ | ------ | ------ | ------- |
| 1       | Норвегія (NOR)                   | 4      | 0      | 1      | 5       |
| 2       | Швеція (SWE)                     | 1      | 1      | 2      | 4       |
| 3       | Росія (RUS)                      | 1      | 1      | 0      | 2       |
| 4       | Італія (ITA)                     | 0      | 2      | 1      | 3       |
| 5       | Франція (FRA)                    | 0      | 1      | 0      | 1       |
| 5       | Німеччина (GER)                  | 0      | 1      | 0      | 1       |
| 7       | Спортсмени-олімпійці з Росії     | 0      | 0      | 1      | 1       |
| 7       | Олімпійський комітет Росії (ROC) | 0      | 0      | 1      | 1       |
| Загалом | 8 країн                          | 6      | 6      | 6      | 18      |

### Командний спринт
| Ігри           | Золото                                                     | Срібло                                                              | Бронза                                                                   |
| -------------- | ---------------------------------------------------------- | ------------------------------------------------------------------- | ------------------------------------------------------------------------ |
| Турин 2006     | Швеція (SWE) Тобіас Фредрікссон Б'єрн Лінд                 | Норвегія (NOR) Єнс Арне Свартедаль Тур Арне Гетланн                 | Росія (RUS) Іван Алипов Василь Рочев                                     |
| Ванкувер 2010  | Норвегія (NOR) Ойстейн Петтерсен Петтер Нуртуг             | Німеччина (GER) Тім Чарнке Аксель Тайхманн                          | Росія (RUS) Микола Морилов Олексій Пєтухов                               |
| Сочі 2014      | Фінляндія (FIN) Ійво Нісканен Самі Яухоярві                | Росія (RUS) Максим Вилегжанін Микита Крюков                         | Швеція (SWE) Еміль Єнссон Теодор Петерсон                                |
| Пхьончхан 2018 | Норвегія (NOR) Мартін Йонсруд Сунбю Йоганнес Гесфлот Клебо | Спортсмени-олімпійці з Росії (OAR) Денис Спіцов Олександр Большунов | Франція (FRA) Моріс Маніфіка Рішар Жув                                   |
| Пекін 2022     | Норвегія (NOR) Ерік Вальнес Йоганнес Гесфлот Клебо         | Фінляндія (FIN) Ійво Нісканен Йоні Мякі                             | Олімпійський комітет Росії (ROC) Олександр Большунов Олександр Терентьєв |

Класичним стилем: 2006, 2014. Вільним стилем: 2010, 2018.
- Медалі:

| Місце   | Країна                           | Золото | Срібло | Бронза | Загалом |
| ------- | -------------------------------- | ------ | ------ | ------ | ------- |
| 1       | Норвегія                         | 3      | 1      | 0      | 4       |
| 2       | Фінляндія                        | 1      | 1      | 0      | 2       |
| 3       | Швеція                           | 1      | 0      | 1      | 2       |
| 4       | Росія                            | 0      | 1      | 2      | 3       |
| 5       | Німеччина                        | 0      | 1      | 0      | 1       |
| 5       | Спортсмени-олімпійці з Росії     | 0      | 1      | 0      | 1       |
| 7       | Франція                          | 0      | 0      | 1      | 1       |
| 7       | Олімпійський комітет Росії (ROC) | 0      | 0      | 1      | 1       |
| Загалом |                                  | 5      | 5      | 5      | 15      |

## Жінки

### 10 км
| Ігри                   | Золото                             | Срібло                            | Бронза                                                   |
| ---------------------- | ---------------------------------- | --------------------------------- | -------------------------------------------------------- |
| Осло 1952              | Лідія Відеман · Фінляндія          | Мір'я Хіетаміес · Фінляндія       | Сійрі Рантанен · Фінляндія                               |
| Кортіна-д'Ампеццо 1956 | Любов Козирєва · СРСР              | Радья Єрошина · СРСР              | Соня Рутстрем-Едстрем · Швеція                           |
| Скво-Веллі 1960        | Марія Гусакова · СРСР              | Любов Козирєва · СРСР             | Радья Єрошина · СРСР                                     |
| Інсбрук 1964           | Клавдія Боярських · СРСР           | Євдокія Мекшило · СРСР            | Марія Гусакова · СРСР                                    |
| Гренобль 1968          | Тойні Густафссон · Швеція          | Беріт Мердре · Норвегія           | Інґер Еуфлес · Норвегія                                  |
| Саппоро 1972           | Галина Кулакова · СРСР             | Алевтина Олюніна · СРСР           | Мар'ятта Кайосмаа · Фінляндія                            |
| Інсбрук 1976           | Раїса Сметаніна · СРСР             | Хелена Такало · Фінляндія         | Галина Кулакова · СРСР                                   |
| Лейк-Плесід 1980       | Барбара Пецольд · НДР              | Хількка Рійхівуорі · Фінляндія    | Хелена Такало · Фінляндія                                |
| Сараєво 1984           | Мар'я-Лійса Хямяляйнен · Фінляндія | Раїса Сметаніна · СРСР            | Бріт Петтерсен · Норвегія                                |
| Калгарі 1988           | Віда Венцене · СРСР                | Раїса Сметаніна · СРСР            | Марйо Матікайнен · Фінляндія                             |
| 1992–1998              | Не внесено в олімпійську програму  | Не внесено в олімпійську програму | Не внесено в олімпійську програму                        |
| Солт-Лейк-Сіті 2002    | Бенте Скарі · Норвегія             | Юлія Чепалова · Росія             | Стефанія Бельмондо · Італія                              |
| Турин 2006             | Крістіна Шмігун · Естонія          | Маріт Б'єрген · Норвегія          | Гільде Педерсен · Норвегія                               |
| Ванкувер 2010          | Шарлотта Калла · Швеція            | Крістіна Шмігун-Вяхі · Естонія    | Маріт Б'єрген · Норвегія                                 |
| Сочі 2014              | Юстина Ковальчик · Польща          | Шарлотта Калла · Швеція           | Терезе Йогауг · Норвегія                                 |
| Пхьончхан 2018         | Раґнгільд Гаґа · Норвегія          | Шарлотта Калла · Швеція           | Маріт Б'єрген · Норвегія · Кріста Пярмякоскі · Фінляндія |
| Пекін 2022             | Терезе Йогауг · Норвегія           | Кертту Нісканен · Фінляндія       | Кріста Пярмякоскі · Фінляндія                            |

Класичним стилем: 1952-1988, 2002-2006, 2014, 2022. Вільним стилем: 2010, 2018.
- Медалі:

| Місце   | Країна          | Золото | Срібло | Бронза | Загалом |
| ------- | --------------- | ------ | ------ | ------ | ------- |
| 1       | СРСР (URS)      | 6      | 6      | 3      | 15      |
| 2       | Норвегія (NOR)  | 3      | 2      | 6      | 11      |
| 3       | Фінляндія (FIN) | 2      | 4      | 6      | 12      |
| 4       | Швеція (SWE)    | 2      | 2      | 1      | 5       |
| 5       | Естонія (EST)   | 1      | 1      | 0      | 2       |
| 6       | НДР (GDR)       | 1      | 0      | 0      | 1       |
| 6       | Польща (POL)    | 1      | 0      | 0      | 1       |
| 8       | Росія (RUS)     | 0      | 1      | 0      | 1       |
| 9       | Італія (ITA)    | 0      | 0      | 1      | 1       |
| Загалом | 9 країн         | 15     | 15     | 16     | 46      |

### 20 і 30 км
| Ігри                | Золото                             | Срібло                            | Бронза                              |
| ------------------- | ---------------------------------- | --------------------------------- | ----------------------------------- |
| 20 км               |                                    |                                   |                                     |
| Сараєво 1984        | Мар'я-Лійса Хямяляйнен · Фінляндія | Раїса Сметаніна · СРСР            | Анне Ярен · Норвегія                |
| Калгарі 1988        | Тамара Тихонова · СРСР             | Анфіса Рєзцова · СРСР             | Раїса Сметаніна · СРСР              |
| 30 км               |                                    |                                   |                                     |
| Альбервіль 1992     | Стефанія Бельмондо · Італія        | Любов Єгорова · Об'єднана команда | Олена В'яльбе · Об'єднана команда   |
| Ліллегаммер 1994    | Мануела Ді Чента · Італія          | Маріт Вольд · Норвегія            | Мар'я-Лійса Кірвесніємі · Фінляндія |
| Наґано 1998         | Юлія Чепалова · Росія              | Стефанія Бельмондо · Італія       | Лариса Лазутіна · Росія             |
| Солт-Лейк-Сіті 2002 | Габріелла Перуцці · Італія         | Стефанія Бельмондо · Італія       | Бенте Скарі · Норвегія              |
| Турин 2006          | Катержина Нойманова · Чехія        | Юлія Чепалова · Росія             | Юстина Ковальчик · Польща           |
| Ванкувер 2010       | Юстина Ковальчик · Польща          | Маріт Б'єрген · Норвегія          | Айно-Кайса Саарінен · Фінляндія     |
| Сочі 2014           | Маріт Б'єрген · Норвегія           | Терезе Йогауг · Норвегія          | Крістін Стормер Стейра · Норвегія   |
| Пхьончхан 2018      | Маріт Б'єрген (2) · Норвегія       | Кріста Пярмякоскі · Фінляндія     | Стіна Нільссон · Швеція             |
| Пекін 2022          | Терезе Йогауг · Норвегія           | Джессіка Діггінс · США            | Кертту Нісканен · Фінляндія         |

Класичним стилем: 1984, 1994, 2002, 2010, 2018. Вільним стилем: 1988-1992, 1998, 2006, 2014, 2022. Mass start: 2006-2018.
- Медалі:

| Місце   | Країна            | Золото | Срібло | Бронза | Загалом |
| ------- | ----------------- | ------ | ------ | ------ | ------- |
| 1       | Норвегія          | 3      | 2      | 3      | 8       |
| 2       | Італія            | 3      | 2      | 0      | 5       |
| 3       | СРСР              | 1      | 3      | 1      | 5       |
| 4       | Фінляндія         | 1      | 1      | 3      | 5       |
| 5       | Росія             | 1      | 1      | 1      | 3       |
| 6       | Польща            | 1      | 0      | 1      | 2       |
| 7       | Чехія             | 1      | 0      | 0      | 1       |
| 8       | Об'єднана команда | 0      | 1      | 1      | 2       |
| 9       | США               | 0      | 1      | 0      | 1       |
| 10      | Швеція            | 0      | 0      | 1      | 1       |
| Загалом | Загалом           | 11     | 11     | 11     | 33      |

### Естафета 3×5 км і 4×5 км
| Ігри                   | Золото                                                                                             | Срібло                                                                              | Бронза                                                                                                |
| ---------------------- | -------------------------------------------------------------------------------------------------- | ----------------------------------------------------------------------------------- | --- |
| Естафета 3×5 км        | |                                                                                     | |
| Кортіна-д'Ампеццо 1956 | Фінляндія (FIN) Сіркка Полкунен Мір'я Хіетаміес Сійрі Рантанен                                     | СРСР (URS) Любов Козирєва Алевтина Колчина Радья Єрошина                            | Швеція (SWE) Ірма Йоганссон Анна-Ліса Ерікссон Соня Рутстрем-Едстрем                                  |
| Скво-Веллі 1960        | Швеція (SWE) Ірма Йоганссон Брітт Страндберг Соня Рутстрем-Едстрем                                 | СРСР (URS) Радья Єрошина Марія Гусакова Любов Козирєва                              | Фінляндія (FIN) Сійрі Рантанен Еева Руоппа Тойні Пейсті                                               |
| Інсбрук 1964           | СРСР (URS) Алевтина Колчина Євдокія Мекшило Клавдія Боярських                                      | Швеція (SWE) Барбру Мартінссон Брітт Страндберг Тойні Густафссон                    | Фінляндія (FIN) Сенья Пусула Тойні Пейсті Мір'я Лехтонен                                              |
| Гренобль 1968          | Норвегія (NOR) Інґер Еуфлес Babben Enger Damon Беріт Мердре                                        | Швеція (SWE) Брітт Страндберг Тойні Густафссон Барбру Мартінссон                    | СРСР (URS) Алевтина Колчина Рита Ачкіна Галина Кулакова                                               |
| Саппоро 1972           | СРСР (URS) Любов Мухачова Алевтина Олюніна Галина Кулакова                                         | Фінляндія (FIN) Хелена Такало Хількка Рійхівуорі Мар'ятта Кайосмаа                  | Норвегія (NOR) Інґер Еуфлес Аслеуґ Даль Беріт Мердре                                                  |
| Естафета 4×5 км        | |                                                                                     | |
| Інсбрук 1976           | СРСР (URS) Ніна Фьодорова Зінаїда Амосова Раїса Сметаніна Галина Кулакова (2)                      | Фінляндія (FIN) Лійса Суйхконен Мар'ятта Кайосмаа Хількка Рійхівуорі Хелена Такало  | НДР (GDR) Моніка Дебертсгеузер Зіґрун Краузе Барбара Пецольд Вероніка Гессе                           |
| Лейк-Плесід 1980       | НДР (GDR) Марліс Росток Карола Андінґ Вероніка Гессе Барбара Пецольд                               | СРСР (URS) Ніна Фьодорова Nina Rocheva Галина Кулакова Раїса Сметаніна              | Норвегія (NOR) Бріт Петтерсен Анетте Бое Маріт Мюрмель Беріт Еунлі                                    |
| Сараєво 1984           | Норвегія (NOR) Інґер Гелене Нюбротен Анне Ярен Бріт Петтерсен Беріт Еунлі                          | Чехословаччина (TCH) Дагмар Швубова Бланка Паулу Габріела Свободова Квета Єріова    | Фінляндія (FIN) Піркко Мяяття Ейя Хюютіяйнен Марйо Матікайнен Мар'я-Лійса Хямяляйнен                  |
| Калгарі 1988           | СРСР (URS) Світлана Нагейкіна Ніна Гаврилюк Тамара Тихонова Анфіса Рєзцова                         | Норвегія (NOR) Труде Дюбендаль Маріт Вольд Анне Ярен Маріанне Дальмо                | Фінляндія (FIN) Піркко Мяяття Мар'я-Лійса Кірвесніємі Марйо Матікайнен Яана Саволайнен                |
| Альбервіль 1992        | Об'єднана команда (EUN) Олена В'яльбе Раїса Сметаніна (2) Лариса Лазутіна Любов Єгорова            | Норвегія (NOR) Сульвай Педерсен Інґер Гелене Нюбротен Труде Дюбендаль Елін Нільсен  | Італія (ITA) Біче Ванцетта Мануела Ді Чента Габріелла Перуцці Стефанія Бельмондо                      |
| Ліллегаммер 1994       | Росія (RUS) Олена В'яльбе (2) Лариса Лазутіна (2) Ніна Гаврилюк (2) Любов Єгорова (2)              | Норвегія (NOR) Труде Дюбендаль Інґер Гелене Нюбротен Елін Нільсен Аніта Моен        | Італія (ITA) Біче Ванцетта Мануела Ді Чента Габріелла Перуцці Стефанія Бельмондо                      |
| Наґано 1998            | Росія (RUS) Ніна Гаврилюк (3) Ольга Данилова Олена В'яльбе (3) Лариса Лазутіна (3)                 | Норвегія (NOR) Бенте Мартінсен Маріт Міккельспласс Елін Нільсен Аніта Моен-Ґуїдон   | Італія (ITA) Карін Мородер Габріелла Перуцці Мануела Ді Чента Стефанія Бельмондо                      |
| Солт-Лейк-Сіті 2002    | Німеччина (GER) Мануела Генкель Віола Бауер Клаудія Нюстад Еві Захенбахер                          | Норвегія (NOR) Маріт Б'єрген Бенте Скарі Гільде Педерсен Аніта Моен                 | Швейцарія (SUI) Андреа Губер Лоранс Роша Бріґітте Альбрехт-Лоретан Наташа Леонарді-Кортезі            |
| Турин 2006             | Росія (RUS) Наталія Баранова Лариса Куркіна Юлія Чепалова Євгенія Медведєва-Арбузова               | Німеччина (GER) Штефані Белер Віола Бауер Еві Захенбахер-Штеле Клаудія Нюстад       | Італія (ITA) Аріанна Фолліс Габріелла Перуцці Антонелла Конфортола Сабіна Вальбуза                    |
| Ванкувер 2010          | Норвегія (NOR) Вібеке Скофтеруд Терезе Йогауг Крістін Стормер Стейра Маріт Б'єрген                 | Німеччина (GER) Катрін Целлер Еві Захенбахер-Штеле Міріам Гесснер Клаудія Нюстад    | Фінляндія (FIN) Пірйо Муранен Вірпі Сарасвуо Рійтта-Лійса Ропонен Айно-Кайса Саарінен                 |
| Сочі 2014              | Швеція (SWE) Іда Інгемарсдоттер Емма Вікен Анна Гог Шарлотта Калла                                 | Фінляндія (FIN) Анне Кюлленен Айно-Кайса Саарінен Кертту Нісканен Кріста Пярмякоскі | Німеччина (GER) Ніколь Фессель Штефані Белер Клаудія Нюстад Деніз Геррманн                            |
| Пхьончхан 2018         | Норвегія (NOR) Інгвілл Флугстад Естберг Астрід Уренгольдт Якобсен Раґнгільд Гаґа Маріт Б'єрген (2) | Швеція (SWE) Анна Гог Шарлотта Калла Ебба Андерссон Стіна Нільссон                  | Спортсмени-олімпійці з Росії (OAR) Наталія Непряєва Юлія Бєлорукова Анастасія Сєдова Ганна Нечаєвська |
| Пекін 2022             | Олімпійський комітет Росії (ROC) Юлія Ступак Наталія Непряєва Тетяна Соріна Вероніка Степанова     | Німеччина (GER) Катеріне Зауербрай Катаріна Генніґ Вікторія Карл Софі Крель         | Швеція (SWE) Мая Дальквіст Ебба Андерссон Фріда Карлссон Йонна Сундлінг                               |

3 × 5 км класичним стилем: 1956-1972. 4 x 5 км класичним стилем: 1976-1984. 4 × 5 км вільним стилем: 1988. 2 × 5 км класичним стилем + 2 × 5 км вільним стилем: 1992-2018.
- Медалі:

| Місце   | Країна                             | Золото | Срібло | Бронза | Загалом |
| ------- | ---------------------------------- | ------ | ------ | ------ | ------- |
| 1       | Норвегія (NOR)                     | 4      | 5      | 2      | 11      |
| 2       | СРСР (URS)                         | 4      | 3      | 1      | 8       |
| 3       | Росія (RUS)                        | 3      | 0      | 0      | 3       |
| 4       | Швеція (SWE)                       | 2      | 3      | 2      | 7       |
| 5       | Фінляндія (FIN)                    | 1      | 3      | 5      | 9       |
| 6       | Німеччина (GER)                    | 1      | 3      | 1      | 5       |
| 7       | НДР (GDR)                          | 1      | 0      | 1      | 2       |
| 8       | Об'єднана команда (EUN)            | 1      | 0      | 0      | 1       |
| 8       | Олімпійський комітет Росії (ROC)   | 1      | 0      | 0      | 1       |
| 10      | Чехословаччина (TCH)               | 0      | 1      | 0      | 1       |
| 11      | Італія (ITA)                       | 0      | 0      | 4      | 4       |
| 12      | Спортсмени-олімпійці з Росії (OAR) | 0      | 0      | 1      | 1       |
| 12      | Швейцарія (SUI)                    | 0      | 0      | 1      | 1       |
| Загалом | 13 країн                           | 18     | 18     | 18     | 56      |

### Комбінація/дуатлон/Скіатлон
| Ігри                                                 | Золото                            | Срібло                                        | Бронза                             |
| ---------------------------------------------------- | --------------------------------- | --------------------------------------------- | ---------------------------------- |
| 5 км класичним стилем; потім 10 км вільним стилем    |                                   |                                               |                                    |
| Альбервіль 1992                                      | Любов Єгорова · Об'єднана команда | Стефанія Бельмондо · Італія                   | Олена В'яльбе · Об'єднана команда  |
| Ліллегаммер 1994                                     | Любов Єгорова (2) · Росія         | Мануела Ді Чента · Італія                     | Стефанія Бельмондо · Італія        |
| Наґано 1998                                          | Лариса Лазутіна · Росія           | Ольга Данилова · Росія                        | Катержина Нойманова · Чехія        |
| 5 км класичним стилем; потім 5 км вільним стилем     |                                   |                                               |                                    |
| Солт-Лейк-Сіті 2002                                  | Беккі Скотт · Канада              | Катержина Нойманова · Чехія                   | Віола Бауер · Німеччина            |
| 7.5 км класичним стилем; потім 7.5 км вільним стилем |                                   |                                               |                                    |
| Турин 2006                                           | Крістіна Шмігун · Естонія         | Катержина Нойманова · Чехія                   | Євгенія Медведєва-Арбузова · Росія |
| Ванкувер 2010                                        | Маріт Б'єрген · Норвегія          | Анна Гог · Швеція                             | Юстина Ковальчик · Польща          |
| Сочі 2014                                            | Маріт Б'єрген (2) · Норвегія      | Шарлотта Калла · Швеція                       | Гайді Венг · Норвегія              |
| Пхьончхан 2018                                       | Шарлотта Калла · Швеція           | Маріт Б'єрген · Норвегія                      | Кріста Пярмякоскі · Фінляндія      |
| Пекін 2022                                           | Терезе Йогауг · Норвегія          | Наталія Непряєва · Олімпійський комітет Росії | Тереза Штадлобер · Австрія         |

- Медалі:

| Місце   | Країна            | Золото | Срібло | Бронза | Загалом |
| ------- | ----------------- | ------ | ------ | ------ | ------- |
| 1       | Норвегія          | 2      | 1      | 1      | 4       |
| 1       | Росія             | 2      | 1      | 1      | 4       |
| 3       | Швеція            | 1      | 2      | 0      | 3       |
| 4       | Об'єднана команда | 1      | 0      | 1      | 2       |
| 5       | Канада            | 1      | 0      | 0      | 1       |
| 5       | Естонія           | 1      | 0      | 0      | 1       |
| 7       | Чехія             | 0      | 2      | 1      | 3       |
| 7       | Італія            | 0      | 2      | 1      | 3       |
| 9       | Фінляндія         | 0      | 0      | 1      | 1       |
| 9       | Німеччина         | 0      | 0      | 1      | 1       |
| 9       | Польща            | 0      | 0      | 1      | 1       |
| Загалом | Загалом           | 8      | 8      | 8      | 24      |

### Індивідуальний спринт
| Ігри                | Золото                            | Срібло                              | Бронза                                         |
| ------------------- | --------------------------------- | ----------------------------------- | ---------------------------------------------- |
| Солт-Лейк-Сіті 2002 | Юлія Чепалова · Росія             | Еві Захенбахер-Штеле · Німеччина    | Аніта Моен · Норвегія                          |
| Турин 2006          | Чандра Крофорд · Канада           | Клаудія Нюстад · Німеччина          | Альона Сидько · Росія                          |
| Ванкувер 2010       | Маріт Б'єрген · Норвегія          | Юстина Ковальчик · Польща           | Петра Майдич · Словенія                        |
| Сочі 2014           | Майкен Касперсен Фалла · Норвегія | Інгвілл Флугстад Естберг · Норвегія | Весна Фаб'ян · Словенія                        |
| Пхьончхан 2018      | Стіна Нільссон · Швеція           | Майкен Касперсен Фалла · Норвегія   | Юлія Бєлорукова · Спортсмени-олімпійці з Росії |
| Пекін 2022          | Йонна Сундлінг · Швеція           | Мая Дальквіст · Швеція              | Джессіка Діггінс · США                         |

Класичним стилем: 2010, 2018. Вільним стилем: 2002-2006, 2014.
- Медалі:

| Місце   | Країна                             | Золото | Срібло | Бронза | Загалом |
| ------- | ---------------------------------- | ------ | ------ | ------ | ------- |
| 1       | Норвегія (NOR)                     | 2      | 2      | 1      | 5       |
| 2       | Швеція (SWE)                       | 2      | 1      | 0      | 3       |
| 3       | Росія (RUS)                        | 1      | 0      | 1      | 2       |
| 4       | Канада (CAN)                       | 1      | 0      | 0      | 1       |
| 5       | Німеччина (GER)                    | 0      | 2      | 0      | 2       |
| 6       | Польща (POL)                       | 0      | 1      | 0      | 1       |
| 7       | Словенія (SLO)                     | 0      | 0      | 2      | 2       |
| 8       | Спортсмени-олімпійці з Росії (OAR) | 0      | 0      | 1      | 1       |
| 8       | США (USA)                          | 0      | 0      | 1      | 1       |
| Загалом | 9 країн                            | 6      | 6      | 6      | 18      |

### Командний спринт
| Ігри           | Золото                                                | Срібло                                              | Бронза                                                             |
| -------------- | ----------------------------------------------------- | --------------------------------------------------- | ------------------------------------------------------------------ |
| Турин 2006     | Швеція (SWE) Анна Ульссон Ліна Андерссон              | Канада (CAN) Сара Реннер Беккі Скотт                | Фінляндія (FIN) Айно-Кайса Саарінен Вірпі Сарасвуо                 |
| Ванкувер 2010  | Німеччина (GER) Еві Захенбахер-Штеле Клаудія Нюстад   | Швеція (SWE) Шарлотта Калла Анна Гог                | Росія (RUS) Хазова Ірина Вікторівна Коростельова Наталія Сергіївна |
| Сочі 2014      | Норвегія (NOR) Інгвілл Флугстад Естберг Маріт Б'єрген | Фінляндія (FIN) Айно-Кайса Саарінен Кертту Нісканен | Швеція (SWE) Іда Інгемарсдоттер Стіна Нільссон                     |
| Пхьончхан 2018 | США (USA) Кіккан Рендолл Джессіка Діггінс             | Швеція (SWE) Шарлотта Калла Стіна Нільссон          | Норвегія (NOR) Маріт Б'єрген Майкен Касперсен Фалла                |
| Пекін 2022     | Німеччина (GER) Катаріна Генніґ Вікторія Карл         | Швеція (SWE) Мая Дальквіст Йонна Сундлінг           | Олімпійський комітет Росії (ROC) Юлія Ступак Наталія Непряєва      |

Класичним стилем: 2006, 2014, 2022. Вільним стилем: 2010, 2018.
- Медалі:

| Місце   | Країна                           | Золото | Срібло | Бронза | Загалом |
| ------- | -------------------------------- | ------ | ------ | ------ | ------- |
| 1       | Німеччина                        | 2      | 0      | 0      | 2       |
| 2       | Швеція                           | 1      | 3      | 1      | 5       |
| 3       | Норвегія                         | 1      | 0      | 1      | 2       |
| 4       | США                              | 1      | 0      | 0      | 1       |
| 5       | Фінляндія                        | 0      | 1      | 1      | 2       |
| 6       | Канада                           | 0      | 1      | 0      | 1       |
| 7       | Росія                            | 0      | 0      | 1      | 1       |
| 7       | Олімпійський комітет Росії (ROC) | 0      | 0      | 1      | 1       |
| Загалом | 8 Nations                        | 5      | 5      | 5      | 15      |

## Більше не проводять

### 10 км (чоловіки)
Змагання в цій дисципліні проводили з 1992 до 1998 року замість 15 км, а 2002-го повернули 15 км.
| Ігри             | Золото                    | Срібло                        | Бронза                    |
| ---------------- | ------------------------- | ----------------------------- | ------------------------- |
| Альбервіль 1992  | Веґард Ульванґ · Норвегія | Марко Альбарелло · Італія     | Крістер Майбек · Швеція   |
| Ліллегаммер 1994 | Б'єрн Делі · Норвегія     | Володимир Смирнов · Казахстан | Марко Альбарелло · Італія |
| Наґано 1998      | Б'єрн Делі (2) · Норвегія | Маркус Гандлер · Австрія      | Міка Мюллюля · Фінляндія  |

Класичним стилем: 1992-1998.
- Медалі:

| Місце   | Країна    | Золото | Срібло | Бронза | Загалом |
| ------- | --------- | ------ | ------ | ------ | ------- |
| 1       | Норвегія  | 3      | 0      | 0      | 3       |
| 2       | Італія    | 0      | 1      | 1      | 2       |
| 3       | Австрія   | 0      | 1      | 0      | 1       |
| 3       | Казахстан | 0      | 1      | 0      | 1       |
| 5       | Фінляндія | 0      | 0      | 1      | 1       |
| 5       | Швеція    | 0      | 0      | 1      | 1       |
| Загалом | Загалом   | 3      | 3      | 3      | 9       |

### 30 км (чоловіки)
Змагання в цій дисципліні проводили з 1956 до 2002 року і 2006 року замінили на 30 км скіатлон (15 км класичним стилем + 15 км вільним стилем).
| Ігри                   | Золото                       | Срібло                        | Бронза                      |
| ---------------------- | ---------------------------- | ----------------------------- | --------------------------- |
| Кортіна-д'Ампеццо 1956 | Вейкко Хакулінен · Фінляндія | Сікстен Єрнберг · Швеція      | Павло Колчин · СРСР         |
| Скво-Веллі 1960        | Сікстен Єрнберг · Швеція     | Рольф Ремсґорд · Швеція       | Микола Анікін · СРСР        |
| Інсбрук 1964           | Ееро Мянтюранта · Фінляндія  | Гаральд Ґреннінген · Норвегія | Ігор Ворончихін · СРСР      |
| Гренобль 1968          | Франко Нонес · Італія        | Одд Мартінсен · Норвегія      | Ееро Мянтюранта · Фінляндія |
| Саппоро 1972           | В'ячеслав Веденін · СРСР     | Пол Тюлдум · Норвегія         | Йогс Гарвікен · Норвегія    |
| Інсбрук 1976           | Сергій Савельєв · СРСР       | Білл Кох · США                | Іван Гаранін · СРСР         |
| Лейк-Плесід 1980       | Микола Зімятов · СРСР        | Василь Рочев · СРСР           | Іван Лебанов · Болгарія     |
| Сараєво 1984           | Микола Зімятов (2) · СРСР    | Олександр Зав'ялов · СРСР     | Гунде Сван · Швеція         |
| Калгарі 1988           | Олексій Прокуроров · СРСР    | Володимир Смирнов · СРСР      | Веґард Ульванґ · Норвегія   |
| Альбервіль 1992        | Веґард Ульванґ · Норвегія    | Б'єрн Делі · Норвегія         | Тер'є Ланґлі · Норвегія     |
| Ліллегаммер 1994       | Томас Альсґорд · Норвегія    | Б'єрн Делі · Норвегія         | Міка Мюллюля · Фінляндія    |
| Наґано 1998            | Міка Мюллюля · Фінляндія     | Ерлінґ Євне · Норвегія        | Сільвіо Фаунер · Італія     |
| Солт-Лейк-Сіті 2002    | Крістіан Гоффманн · Австрія  | Михайло Ботвинов · Австрія    | Крістен Шельдаль · Норвегія |

Класичним стилем: 1956-1992, 1998. Вільним стилем: 1994, 2002. Масстарт: 2002.
- Медалі:

| Місце   | Країна    | Золото | Срібло | Бронза | Загалом |
| ------- | --------- | ------ | ------ | ------ | ------- |
| 1       | СРСР      | 5      | 3      | 4      | 12      |
| 2       | Фінляндія | 3      | 0      | 2      | 5       |
| 3       | Норвегія  | 2      | 6      | 4      | 12      |
| 4       | Швеція    | 1      | 2      | 1      | 4       |
| 5       | Австрія   | 1      | 1      | 0      | 2       |
| 6       | Італія    | 1      | 0      | 1      | 2       |
| 7       | США       | 0      | 1      | 0      | 1       |
| 8       | Болгарія  | 0      | 0      | 1      | 1       |
| Загалом | Загалом   | 13     | 13     | 13     | 39      |

### 5 км (жінки)
Змагання в цій дисципліні проводили з 1964 до 1998 року, а потім замінили на 10 км, які вже були в програмі до 1988 року.
| Ігри             | Золото                             | Срібло                            | Бронза                              |
| ---------------- | ---------------------------------- | --------------------------------- | ----------------------------------- |
| Інсбрук 1964     | Клавдія Боярських · СРСР           | Мір'я Лехтонен · Фінляндія        | Алевтина Колчина · СРСР             |
| Гренобль 1968    | Тойні Густафссон · Швеція          | Галина Кулакова · СРСР            | Алевтина Колчина · СРСР             |
| Саппоро 1972     | Галина Кулакова · СРСР             | Мар'ятта Кайосмаа · Фінляндія     | Гелена Шиколова · Чехословаччина    |
| Інсбрук 1976     | Хелена Такало · Фінляндія          | Раїса Сметаніна · СРСР            | Ніна Фьодорова · СРСР               |
| Лейк-Плесід 1980 | Раїса Сметаніна · СРСР             | Хількка Рійхівуорі · Фінляндія    | Квета Єріова · Чехословаччина       |
| Сараєво 1984     | Мар'я-Лійса Хямяляйнен · Фінляндія | Беріт Еунлі · Норвегія            | Квета Єріова · Чехословаччина       |
| Калгарі 1988     | Марйо Матікайнен · Фінляндія       | Тамара Тихонова · СРСР            | Віда Венцене · СРСР                 |
| Альбервіль 1992  | Мар'ют Лурріканен · Фінляндія      | Любов Єгорова · Об'єднана команда | Олена В'яльбе · Об'єднана команда   |
| Ліллегаммер 1994 | Любов Єгорова · Росія              | Мануела Ді Чента · Італія         | Мар'я-Лійса Кірвесніємі · Фінляндія |
| Наґано 1998      | Лариса Лазутіна · Росія            | Катержина Нойманова · Чехія       | Бенте Мартінсен · Норвегія          |

Класичним стилем: 1964-1998.
- Медалі:

| Місце   | Країна            | Золото | Срібло | Бронза | Загалом |
| ------- | ----------------- | ------ | ------ | ------ | ------- |
| 1       | Фінляндія         | 4      | 3      | 1      | 8       |
| 2       | СРСР              | 3      | 3      | 4      | 10      |
| 3       | Росія             | 2      | 0      | 0      | 2       |
| 4       | Швеція            | 1      | 0      | 0      | 1       |
| 5       | Норвегія          | 0      | 1      | 1      | 2       |
| 5       | Об'єднана команда | 0      | 1      | 1      | 2       |
| 7       | Чехія             | 0      | 1      | 0      | 1       |
| 7       | Італія            | 0      | 1      | 0      | 1       |
| 9       | Чехословаччина    | 0      | 0      | 3      | 3       |
| Загалом | Загалом           | 10     | 10     | 10     | 30      |

### 15 км (жінки)
Змагання в цій дисципліні проводили з 1992 до 2002 року, а потім замінили на 15 км скіатлон (7.5 км класичним стилем + 7.5 км вільним стилем).
| Ігри                | Золото                            | Срібло                        | Бронза                            |
| ------------------- | --------------------------------- | ----------------------------- | --------------------------------- |
| Альбервіль 1992     | Любов Єгорова · Об'єднана команда | Мар'ют Лурріканен · Фінляндія | Олена В'яльбе · Об'єднана команда |
| Ліллегаммер 1994    | Мануела Ді Чента · Італія         | Любов Єгорова · Росія         | Ніна Гаврилюк · Росія             |
| Наґано 1998         | Ольга Данилова · Росія            | Лариса Лазутіна · Росія       | Аніта Моен-Ґуїдон · Норвегія      |
| Солт-Лейк-Сіті 2002 | Стефанія Бельмондо · Італія       | Катержина Нойманова · Чехія   | Юлія Чепалова · Росія             |

Класичним стилем: 1992, 1998. Вільним стилем: 1994, 2002. Mass start: 2002.
- Медалі:

| Місце   | Країна            | Золото | Срібло | Бронза | Загалом |
| ------- | ----------------- | ------ | ------ | ------ | ------- |
| 1       | Італія            | 2      | 0      | 0      | 2       |
| 2       | Росія             | 1      | 2      | 2      | 5       |
| 3       | Об'єднана команда | 1      | 0      | 1      | 2       |
| 4       | Чехія             | 0      | 1      | 0      | 1       |
| 4       | Фінляндія         | 0      | 1      | 0      | 1       |
| 6       | Норвегія          | 0      | 0      | 1      | 1       |
| Загалом | Загалом           | 4      | 4      | 4      | 12      |

## Статистика

### Таблиця медалей
| Місце               | Країна                       | Золото | Срібло | Бронза | Загалом |
| ------------------- | ---------------------------- | ------ | ------ | ------ | ------- |
| 1                   | Норвегія                     | 52     | 43     | 34     | 129     |
| 2                   | Швеція                       | 32     | 27     | 25     | 84      |
| 3                   | СРСР                         | 25     | 22     | 21     | 68      |
| 4                   | Фінляндія                    | 22     | 27     | 37     | 86      |
| 5                   | Росія                        | 14     | 10     | 9      | 33      |
| 6                   | Італія                       | 9      | 14     | 13     | 36      |
| 7                   | Олімпійський комітет Росії   | 4      | 4      | 3      | 11      |
| 8                   | Естонія                      | 4      | 2      | 1      | 7       |
| 9                   | Швейцарія                    | 4      | 0      | 4      | 8       |
| 10                  | Німеччина                    | 3      | 10     | 4      | 17      |
| 11                  | Об'єднана команда            | 3      | 2      | 4      | 9       |
| 12                  | Польща                       | 2      | 1      | 2      | 5       |
| 13                  | НДР                          | 2      | 1      | 1      | 4       |
| 14                  | Канада                       | 2      | 1      | 0      | 3       |
| 15                  | Чехія                        | 1      | 5      | 3      | 9       |
| 16                  | Австрія                      | 1      | 2      | 3      | 6       |
| 17                  | Казахстан                    | 1      | 2      | 1      | 4       |
| 17                  | США                          | 1      | 2      | 1      | 4       |
| 19                  | Спортсмени-олімпійці з Росії | 0      | 3      | 5      | 8       |
| 20                  | Франція                      | 0      | 1      | 4      | 5       |
| 20                  | Чехословаччина               | 0      | 1      | 4      | 5       |
| 22                  | Словенія                     | 0      | 0      | 2      | 2       |
| 23                  | Болгарія                     | 0      | 0      | 1      | 1       |
| Загалом (23 збірні) | Загалом (23 збірні)          | 182    | 180    | 182    | 544     |

### Спортсмени з найбільшою кількістю нагород

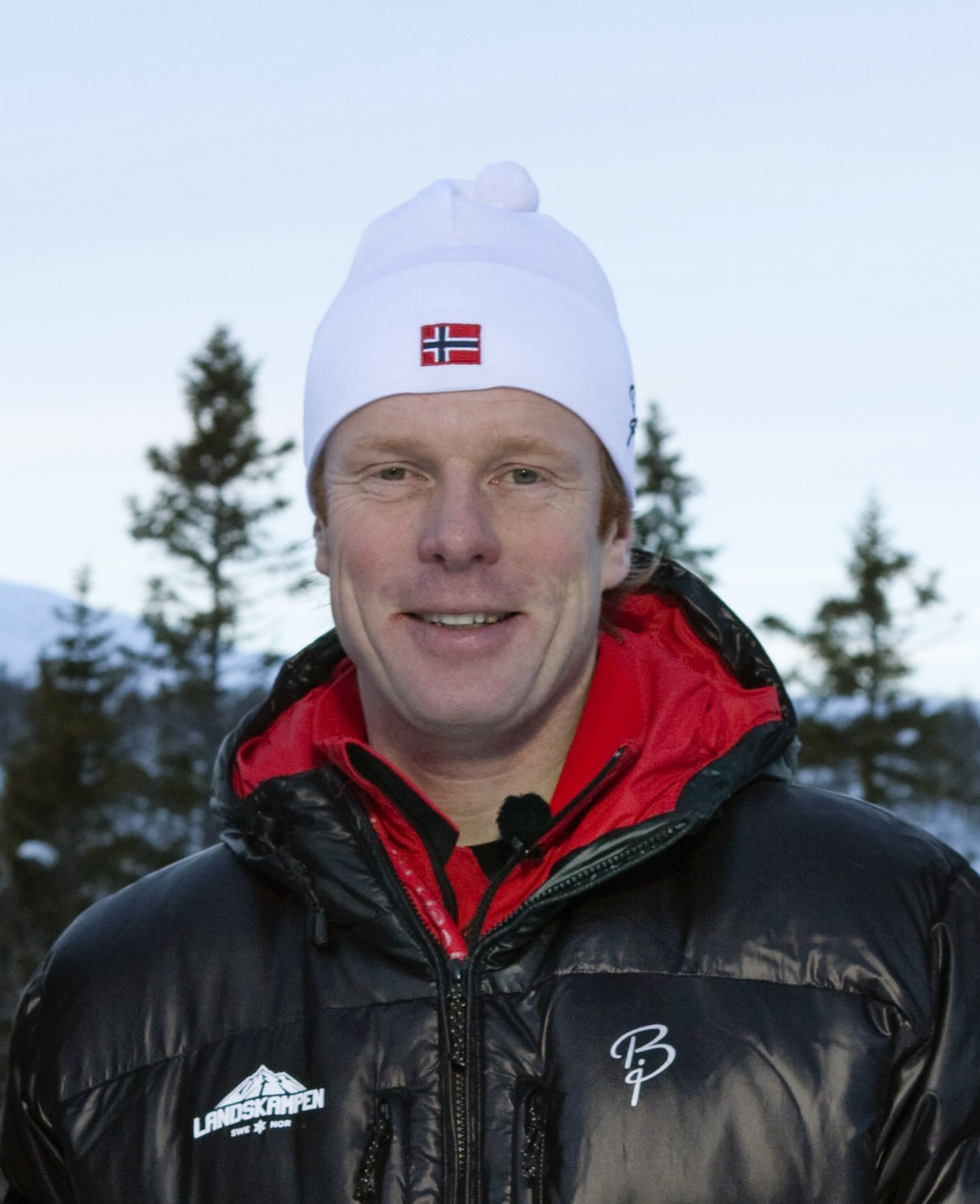
Б'єрн Делі - найуспішніший лижник серед чоловіків на Олімпійських іграх. Крім нього, ще одному чоловікові і одній жінці вдалося здобути 8 золотих медалей на зимових Олімпійських іграх.

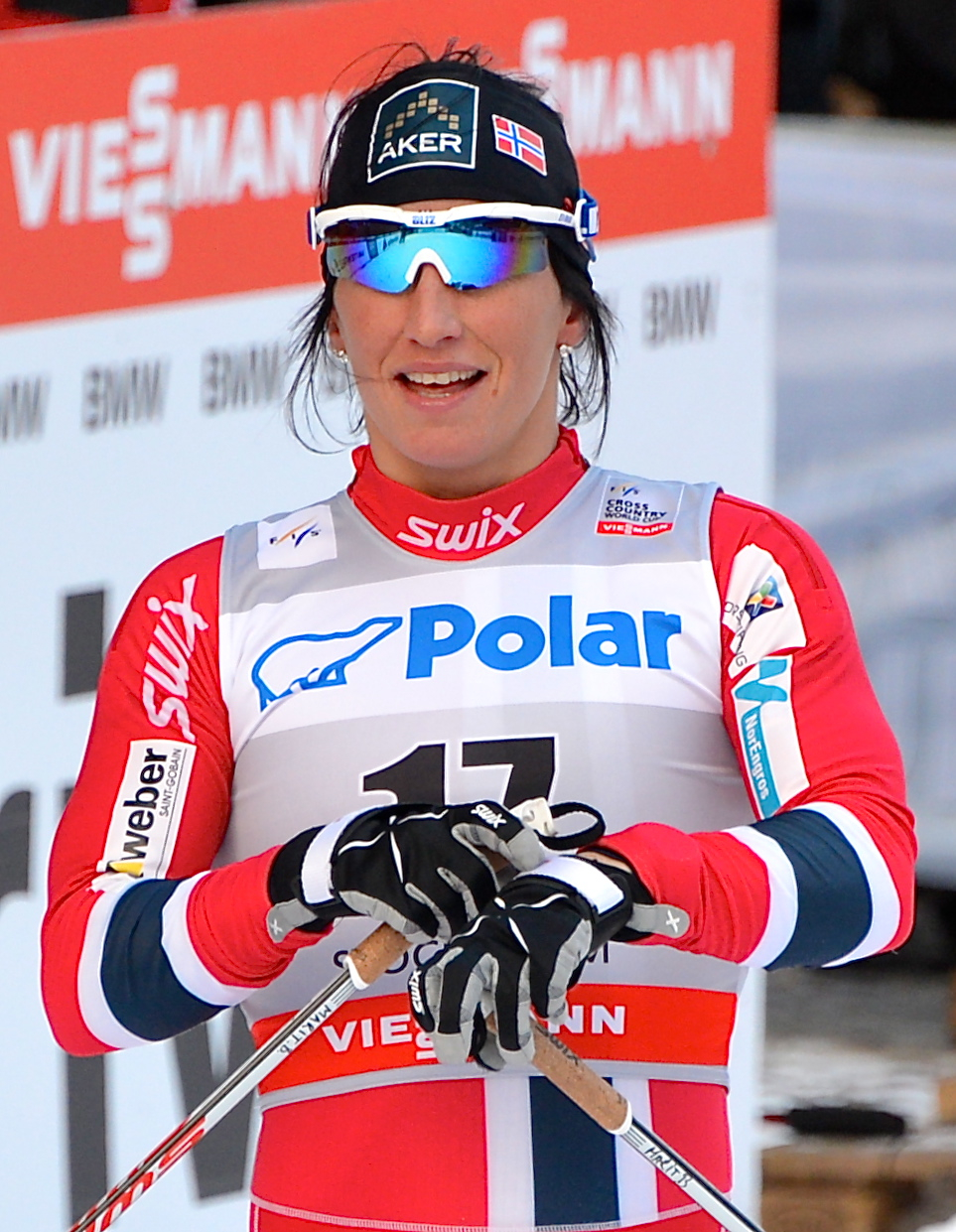
Маріт Б'єрген - найуспішніша серед жінок на зимових Олімпійських іграх. Крім неї, ще двом чоловікам вдалося здобути 8 золотих медалей на зимових Олімпійських іграх. Загалом вона виборола 15 медалей - єдина серед чоловіків і жінок на зимових Олімпіадах, кому це вдалося.

Чоловіки
| Лижник                 | Країна                                                              | Олімпійські ігри * | Золото | Срібло | Бронза | Загалом |
| ---------------------- | ------------------------------------------------------------------- | ------------------ | ------ | ------ | ------ | ------- |
| Б'єрн Делі             | Норвегія (NOR)                                                      | 1992–1998          | 8      | 4      | 0      | 12      |
| Сікстен Єрнберг        | Швеція (SWE)                                                        | 1956–1964          | 4      | 3      | 2      | 9       |
| Олександр Большунов    | Спортсмени-олімпійці з Росії (OAR) Олімпійський комітет Росії (ROC) | 2018–2022          | 3      | 4      | 2      | 9       |
| Вейкко Хакулінен       | Фінляндія (FIN)                                                     | 1952–1960          | 3      | 3      | 1      | 7       |
| Ееро Мянтюранта        | Фінляндія (FIN)                                                     | 1960–1972          | 3      | 2      | 2      | 7       |
| Володимир Смирнов      | СРСР (URS) Об'єднана команда (EUN) Казахстан (KAZ)                  | 1988–1998          | 1      | 4      | 2      | 7       |
| Йоганнес Гесфлот Клебо | Норвегія (NOR)                                                      | 2018–2022          | 5      | 1      | 1      | 7       |
| Томас Альсґорд         | Норвегія (NOR)                                                      | 1994–2002          | 5      | 1      | 0      | 6       |
| Гунде Сван             | Швеція (SWE)                                                        | 1984–1988          | 4      | 1      | 1      | 6       |
| Веґард Ульванґ         | Норвегія (NOR)                                                      | 1988–1994          | 3      | 2      | 1      | 6       |
| Юган Ульссон           | Швеція (SWE)                                                        | 2006–2014          | 2      | 1      | 3      | 6       |
| Міка Мюллюля           | Фінляндія (FIN)                                                     | 1992–1998          | 1      | 1      | 4      | 6       |
| Харрі Кірвесньємі      | Фінляндія (FIN)                                                     | 1980–1998          | 0      | 0      | 6      | 6       |

Жінки
| Лижниця                 | Країна                              | Олімпійські ігри * | Золото | Срібло | Бронза | Загалом |
| ----------------------- | ----------------------------------- | ------------------ | ------ | ------ | ------ | ------- |
| Маріт Б'єрген           | Норвегія (NOR)                      | 2002–2018          | 8      | 4      | 3      | 15      |
| Раїса Сметаніна         | СРСР (URS) Об'єднана команда (EUN)  | 1976–1992          | 4      | 5      | 1      | 10      |
| Стефанія Бельмондо      | Італія (ITA)                        | 1988–2002          | 2      | 3      | 5      | 10      |
| Любов Єгорова           | Об'єднана команда (EUN) Росія (RUS) | 1992–1994, 2002    | 6      | 3      | 0      | 9       |
| Шарлотта Калла          | Швеція (SWE)                        | 2010–2022          | 3      | 6      | 0      | 9       |
| Галина Кулакова         | СРСР (URS)                          | 1968–1980          | 4      | 2      | 2      | 8       |
| Лариса Лазутіна         | Об'єднана команда (EUN) Росія (RUS) | 1992–2002          | 5      | 1      | 1      | 7       |
| Мар'я-Лійса Кірвесніємі | Фінляндія (FIN)                     | 1976–1994          | 3      | 0      | 4      | 7       |
| Олена В'яльбе           | Об'єднана команда (EUN) Росія (RUS) | 1992–1998          | 3      | 0      | 4      | 7       |
| Мануела Ді Чента        | Італія (ITA)                        | 1984–1998          | 2      | 2      | 3      | 7       |

### Спортсмени з найбільшою кількістю перемог
10 лижників, що здобули найбільшу кількість перемог на Олімпійських іграх. Жирним позначено лижників, що досі виступають.

#### Чоловіки
| Місце | Лижник                 | Країна                                                    | Від * | До * | Золото | Срібло | Бронза | Загалом |
| ----- | ---------------------- | --------------------------------------------------------- | ----- | ---- | ------ | ------ | ------ | ------- |
| 1     | Б'єрн Делі             | Норвегія                                                  | 1992  | 1998 | 8      | 4      | -      | 12      |
| 2     | Йоганнес Гесфлот Клебо | Норвегія                                                  | 2018  | 2022 | 5      | 1      | 1      | 7       |
| 3     | Томас Альсґорд         | Норвегія                                                  | 1994  | 2002 | 5      | 1      | -      | 6       |
| 4     | Сікстен Єрнберг        | Швеція                                                    | 1956  | 1964 | 4      | 3      | 2      | 9       |
| 5     | Гунде Сван             | Швеція                                                    | 1984  | 1988 | 4      | 1      | 1      | 6       |
| 6     | Микола Зімятов         | СРСР                                                      | 1980  | 1984 | 4      | 1      | -      | 5       |
| 7     | Даріо Колонья          | Швейцарія                                                 | 2010  | 2018 | 4      | -      | -      | 4       |
| 7     | Томас Вассберг         | Швеція                                                    | 1980  | 1988 | 4      | -      | -      | 4       |
| 9     | Олександр Большунов    | Спортсмени-олімпійці з Росії · Олімпійський комітет Росії | 2018  | 2022 | 3      | 4      | 2      | 9       |
| 10    | Вейкко Хакулінен       | Фінляндія                                                 | 1952  | 1960 | 3      | 3      | 1      | 7       |

#### Жінки
| Місце | Лижниця                 | Країна                  | Від * | До * | Золото | Срібло | Бронза | Загалом |
| ----- | ----------------------- | ----------------------- | ----- | ---- | ------ | ------ | ------ | ------- |
| 1     | Маріт Б'єрген           | Норвегія                | 2002  | 2018 | 8      | 4      | 3      | 15      |
| 2     | Любов Єгорова           | Об'єднана команда Росія | 1992  | 1994 | 6      | 3      | -      | 9       |
| 3     | Лариса Лазутіна         | Об'єднана команда Росія | 1992  | 1998 | 5      | 1      | 1      | 7       |
| 4     | Раїса Сметаніна         | СРСР Об'єднана команда  | 1976  | 1992 | 4      | 5      | 1      | 10      |
| 5     | Галина Кулакова         | СРСР                    | 1968  | 1980 | 4      | 2      | 2      | 8       |
| 6     | Терезе Йогауг           | Норвегія                | 2010  | 2022 | 4      | 1      | 1      | 6       |
| 7     | Шарлотта Калла          | Швеція                  | 2010  | 2018 | 3      | 6      | -      | 9       |
| 8     | Юлія Чепалова           | Росія                   | 1998  | 2006 | 3      | 2      | 1      | 6       |
| 9     | Мар'я-Лійса Кірвесніємі | Фінляндія               | 1984  | 1994 | 3      | -      | 4      | 7       |
| 9     | Олена В'яльбе           | Об'єднана команда Росія | 1992  | 1998 | 3      | -      | 4      | 7       |

* позначено тільки ті Олімпійські ігри, в яких зазначені лижниці здобули хоча б одну медаль 

### Медалей за рік
|  | НОК не існував або не існував, або його спортсмени не брали участі в лижних змаганнях | # | Кількість нагород на НОК | – | Спортсмени НОК не виграли жодної медалі |

- Жирним позначено найбільшу кількість медалей на тогорічних Іграх.

| Країна                             | 24 | 28 | 32 | 36 | 48 | 52 | 56 | 60 | 64 | 68 | 72 | 76 | 80 | 84 | 88 | 92 | 94 | 98 | 02 | 06 | 10 | 14 | 18 | 22 | Загалом |
| ---------------------------------- | -- | -- | -- | -- | -- | -- | -- | -- | -- | -- | -- | -- | -- | -- | -- | -- | -- | -- | -- | -- | -- | -- | -- | -- | ------- |
| Австрія (AUT)                      |    | –  | –  | –  | –  | –  | –  |    | –  | –  | –  | –  |    | –  | –  | –  | –  | 2  | 2  | 1  | –  | –  | –  | 1  | 6       |
| Болгарія (BUL)                     |    |    |    | –  | –  | –  | –  | –  | –  | –  | –  | –  | 1  | –  | –  | –  | –  | –  | –  | –  | –  | –  | –  | –  | 1       |
| Канада (CAN)                       |    | –  | –  | –  | –  | –  | –  | –  | –  | –  | –  | –  | –  | –  | –  | –  | –  | –  | 1  | 2  | –  | –  | –  | –  | 3       |
| Чехія (CZE)                        |    |    |    |    |    |    |    |    |    |    |    |    |    |    |    |    | –  | 2  | 2  | 3  | 2  | –  | –  | –  | 9       |
| Чехословаччина (TCH)               | –  | –  | –  | –  | –  | –  | –  | –  | –  | –  | 1  | –  | 1  | 2  | 1  | –  |    |    |    |    |    |    |    |    | 5       |
| НДР (GDR)                          |    |    |    |    |    |    |    |    |    | –  | –  | 2  | 2  | –  | –  |    |    |    |    |    |    |    |    |    | 4       |
| Естонія (EST)                      |    |    |    | –  |    |    |    |    |    |    |    |    |    |    |    | –  | –  | –  | 3  | 3  | 1  | –  | –  | –  | 7       |
| Фінляндія (FIN)                    | 1  | –  | 3  | 2  | 2  | 8  | 4  | 5  | 6  | 3  | 3  | 5  | 6  | 8  | 3  | 3  | 5  | 3  | –  | 1  | 2  | 3  | 4  | 6  | 86      |
| Франція (FRA)                      | –  | –  | –  | –  | –  | –  | –  | –  | –  | –  | –  | –  | –  | –  | –  | –  | –  | –  | –  | 1  | –  | 1  | 2  | 1  | 5       |
| Німеччина (GER)                    |    | –  |    | –  |    | –  |    |    |    |    |    |    |    |    |    | –  | –  | –  | 5  | 4  | 5  | 1  | –  | 2  | 17      |
| Італія (ITA)                       | –  | –  | –  | –  | –  | –  | –  | –  | –  | 1  | –  | –  | –  | –  | 1  | 8  | 9  | 4  | 6  | 4  | 1  | –  | 1  | 1  | 36      |
| Казахстан (KAZ)                    |    |    |    |    |    |    |    |    |    |    |    |    |    |    |    |    | 3  | 1  | –  | –  | –  | –  | –  | –  | 4       |
| Норвегія (NOR)                     | 5  | 3  | 1  | 2  | 1  | 3  | 1  | 2  | 2  | 7  | 7  | 2  | 3  | 4  | 3  | 9  | 8  | 9  | 11 | 4  | 9  | 11 | 14 | 8  | 129     |
| Спортсмени-олімпійці з Росії (OAR) |    |    |    |    |    |    |    |    |    |    |    |    |    |    |    |    |    |    |    |    |    |    | 8  |    | 8       |
| Польща (POL)                       | –  | –  | –  | –  | –  | –  | –  | –  | –  | –  | –  | –  | –  | –  |    | –  | –  | –  | –  | 1  | 3  | 1  | –  | –  | 5       |
| Росія (RUS)                        |    |    |    |    |    |    |    |    |    |    |    |    |    |    |    |    | 5  | 8  | 4  | 7  | 4  | 5  |    |    | 33      |
| Олімпійський комітет Росії (ROC)   |    |    |    |    |    |    |    |    |    |    |    |    |    |    |    |    |    |    |    |    |    |    |    | 11 | 11      |
| Словенія (SLO)                     |    |    |    |    |    |    |    |    |    |    |    |    |    |    |    | –  |    | –  | –  | –  | 1  | 1  | –  | –  | 2       |
| СРСР (URS)                         |    |    |    |    |    |    | 7  | 6  | 8  | 4  | 8  | 10 | 7  | 5  | 13 |    |    |    |    |    |    |    |    |    | 68      |
| Швеція (SWE)                       | –  | 3  | 2  | 5  | 6  | 1  | 6  | 5  | 5  | 5  | 1  | 1  | 1  | 5  | 2  | 1  | –  | 1  | 1  | 5  | 7  | 11 | 6  | 4  | 84      |
| Швейцарія (SUI)                    | –  | –  |    | –  | –  | –  | –  | –  | –  | 1  | 1  | –  | –  | –  | 1  | –  | –  | –  | 1  | –  | 1  | 2  | 1  | –  | 8       |
| Об'єднана команда (EUN)            |    |    |    |    |    |    |    |    |    |    |    |    |    |    |    | 9  |    |    |    |    |    |    |    |    | 9       |
| США (USA)                          | –  | –  | –  | –  | –  | –  | –  | –  | –  | –  | –  | 1  | –  | –  | –  | –  | –  | –  | –  | –  | –  | –  | 1  | 2  | 4       |
| Роки                               | 24 | 28 | 32 | 36 | 48 | 52 | 56 | 60 | 64 | 68 | 72 | 76 | 80 | 84 | 88 | 92 | 94 | 98 | 02 | 06 | 10 | 14 | 18 | –  |         |

### Весь п'єдестал
Змагання, на яких спортсмени однієї НОК посіли увесь п'єдестал пошани.
| Ігри                     | Дисципліна                | НОК             | Золото               | Срібло               | Бронза                    |
| Шамоні 1924              | 50 км (чоловіки) *        | Норвегія (NOR)  | Торлейф Геуг         | Торальф Стремстад    | Йоган Греттумсбротен      |
| Санкт-Моріц 1928         | 50 км (чоловіки)          | Швеція (SWE)    | Пер-Ерік Гедлунд     | Ґустаф Юнссон        | Вольґер Андерссон         |
| Санкт-Моріц 1928         | 18 км (чоловіки)          | Норвегія (NOR)  | Йоган Греттумсбротен | Оле Геґґе            | Рейдар Едеґор             |
| Гарміш-Партенкірхен 1936 | 50 км (чоловіки) *        | Швеція (SWE)    | Еліс Віклунд         | Аксель Вікстрем      | Нільс-Юель Енґлунд        |
| Санкт-Моріц 1948         | 18 км (чоловіки)          | Швеція (SWE)    | Мартін Лундстрем     | Нільс Естенссон      | Ґуннар Ерікссон           |
| Осло 1952                | 10 км (жінки)             | Фінляндія (FIN) | Лідія Відеман        | Мір'я Хіетаміес      | Сійрі Рантанен            |
| Скво-Веллі 1960          | 10 км (жінки) *           | СРСР (URS)      | Марія Гусакова       | Любов Козирєва       | Радья Єрошина             |
| Інсбрук 1964             | 10 км (жінки)             | СРСР (URS)      | Клавдія Боярських    | Євдокія Мекшило      | Марія Гусакова            |
| Калгарі 1988             | 20 км (жінки)             | СРСР (URS)      | Тамара Тихонова      | Анфіса Рєзцова       | Раїса Сметаніна           |
| Альбервіль 1992          | 30 км (чоловіки)          | Норвегія (NOR)  | Веґард Ульванґ       | Б'єрн Делі           | Тер'є Ланґлі              |
| Сочі 2014                | 30 км (жінки)             | Норвегія (NOR)  | Маріт Б'єрген        | Терезе Йогауг        | Крістін Стормер Стейра    |
| Сочі 2014                | 50 км (чоловіки)          | Росія (RUS)     | Олександр Легков     | Максим Вилегжанін    | Черноусов Ілля Григорович |
| Пхьончхан 2018           | 30 км скіатлон (чоловіки) | Норвегія (NOR)  | Сімен Геґстад Крюґер | Мартін Йонсруд Сунбю | Ганс Крістер Голунд       |

- * Окрім усього п'єдесталу, спортсмен цієї країни ще й посів 4-те місце.

### Численні медалі на одній Олімпіаді - чоловіки
- 5 медалей:
  - з 6-ти можливих: 
    -      2022 Олександр Большунов
- 4 Медалі:
  - з 4-х можливих: 
    -     1984 Гунде Сван 
    -     1956 Сікстен Єрнберг 

  - з 5-ти можливих:
    -     1992 Веґард Ульванґ 
    -     1992 Б'єрн Делі 
    -     1998 Б'єрн Делі 
    -     1994 Б'єрн Делі 

  - з 6-ти можливих:
    -     2010 Петтер Нуртуг 
    -     2018 Олександр Большунов
- 3 Медалі:
  - з 3-х можливих: жодного
  - з 4-х можливих:
    -    1980 Микола Зімятов 
    -    1964 Ееро Мянтюранта 
    -   1964 Сікстен Єрнберг 
    -    1972 В'ячеслав Веденін 
    -    1956 Вейкко Хакулінен 
    -    1972 Пол Тюлдум 
    -    1960 Вейкко Хакулінен 
    -    1956 Павло Колчин 
    -    1980 Юха Міето 
    -    1988 Володимир Смирнов 
    -    1968 Ееро Мянтюранта 
    -    1984 Акі Карвонен

- 2 медалі з 2-х можливих:
  -   1924 Торлейф Геуг  (+  у лижному двоборстві)
  -   1928 Йоган Греттумсбротен  (одна золота у лижних перегонах і одна у лижному двоборстві)
  -   1932 Велі Саарінен 
  -   1924 Йоган Греттумсбротен  (+  у лижному двоборстві)

### Численні медалі на одній Олімпіаді - жінки
- 5 Медалей:
  - з 5-ти можливих:
    -      1992 Любов Єгорова 
    -      1988 Лариса Лазутіна 
    -      1994 Мануела Ді Чента 
    -      1992 Олена В'яльбе 

  - з 6-ти можливих:
    -      2010 Маріт Б'єрген 
    -      2018 Маріт Б'єрген  (one  shared)

- 4 Медалі:
  - з 4-х можливих:
    -     1984 Мар'я-Лійса Кірвесніємі 

  - з 5-ти можливих:
    -     1994 Любов Єгорова 

  - з 6-ти можливих:
    -     2018 Шарлотта Калла 
    -     2018 Стіна Нільссон

- 3 Медалі:
  - з 3-х можливих:
    -    1964 Клавдія Боярських 
    -    1972 Галина Кулакова 
    -    1968 Тойні Густафссон 
    -    1976 Раїса Сметаніна 
    -    1976 Хелена Такало 
    -    1972 Мар'ятта Кайосмаа 

  - з 4-х можливих:
    -    1988 Тамара Тихонова 
    -    1988 Marjo Matikainen

- 2 медалі з 2-х можливих:
  -   1956 Любов Козирєва 
  -   1960 Марія Гусакова 
  -   1956 Радья Єрошина 
  -   1960 Любов Козирєва 
  -   1960 Радья Єрошина 
  -   1956 Соня Рутстрем-Едстрем